# معركة نانسي
معركة نانسي هي آخر المعارك الحاسمة خلال الحروب البورغندية، وكانت قد جرت أحداثها في 5 يناير 1477 بين دوق برغونية شارل الجريء وبين دوق لورين الملك رينيه، وكان قد انتصر فيها الأخير وقتل الأول.

## أحداث المعركة
حاصر شارل الجريء مدينة نانسي الفرنسية وعاصمة اللورين وذلك لاجتياحها والاستيلاء عليها؛ وذلك كونها من المدن الإستراتيجية بالنسبة إليه، وحين علم رينيه الثاني دوق لورين بنية شارل اجتياح المدينة، حشد حينها 12,000 جندي من اللورين 10,000 جندي من الاتحاد السويسري وجنود «المرتزقة» (وهؤلاء المرتزقة وظيفتهم الأساسية امتهان الحرب والقتال ويكونون عادة تحت امرة زعيم قوي الشكيمة يتقاضى من الإمبراطور أو الملك مرتبًا خاصًا ينفقه على نفسه وعلى جنوده، وكان جيش المرتزقة قويًا ومدربًا ويكلف غاليًا، وكان يلجأ اليه في الأوقات الحرجة ويتم التعاقد مع زعيمه على مبلغ من المال لقاء الاعتماد عليه في المعركة)، وتقدم بهم إلى مدينة نانسي حيث كانت الثلوج تغطى كل الأراضي ولكنه استطاع الوصول لها في 5 يناير من عام 1477 وجنود شارل الجريء لا تزال تحاصر نيس.
تنبه شارل بتقدم الجيش السويسري السريع وأخذ وضعية الدفاع لكنه لم يكن يملك الفرق الاستكشافية الجيدة التي بإمكانها الاستطلاع عن أماكن تمركز العدو ويقدر عدد جنود شارل بحوالي 4000 محارب على أكثر تقدير، بعكس جيش الملك رينيه الذي تفوق على شارل بالفرق الاستكشافية الجيدة والتي كان لها الدور الأكبر في ترجيح كفة الفوز حيث قامت هذه الفرق بتطويق شارل وفصلته عن بقية جنوده وأحكمت السيطرة علية وقتلته في أرض المعركة وفر بقية جيشه منهزمين.

## معرض صور

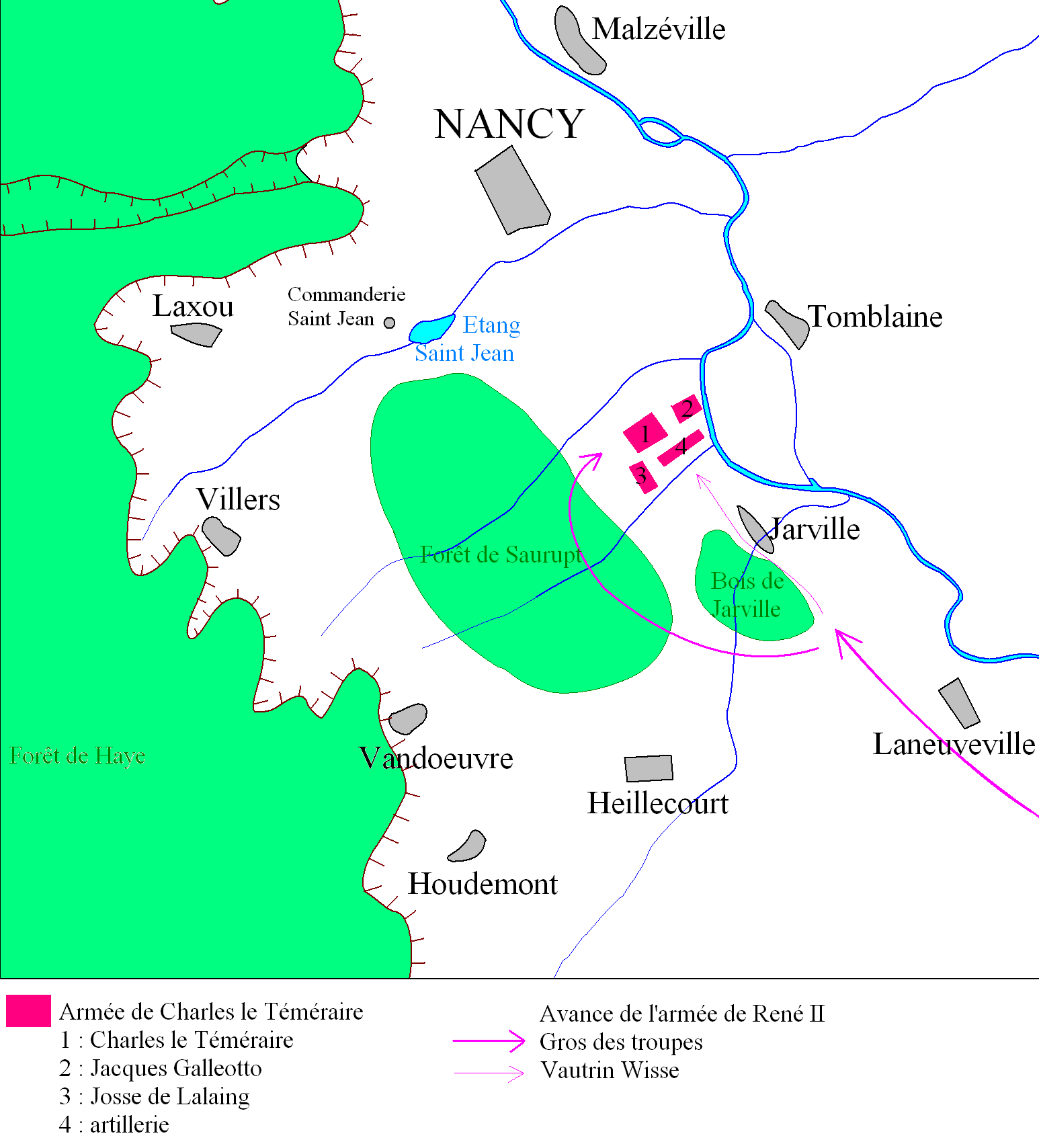
خريطة المعركة
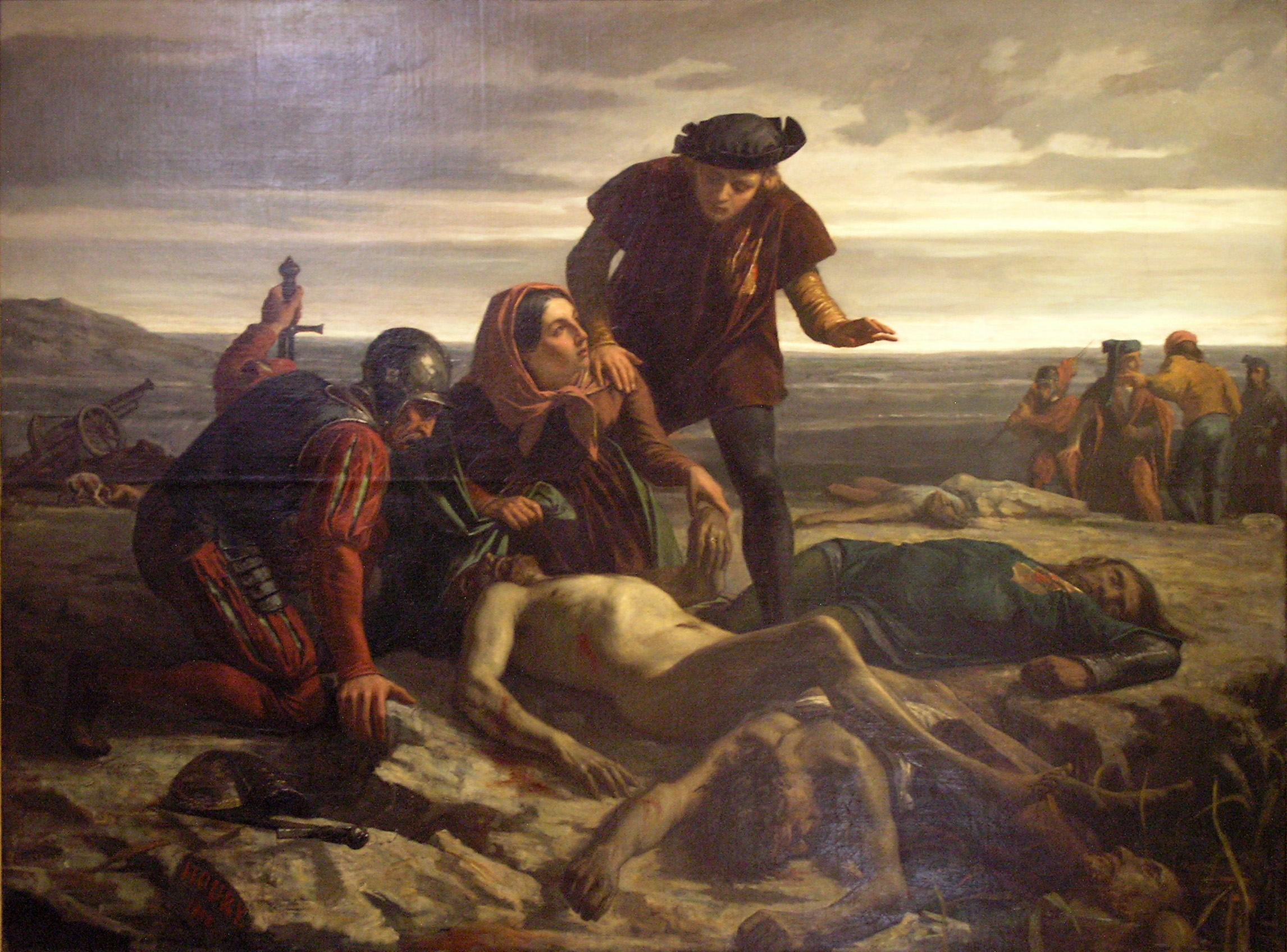
جثة شارل الجريء في أرض المعركة.
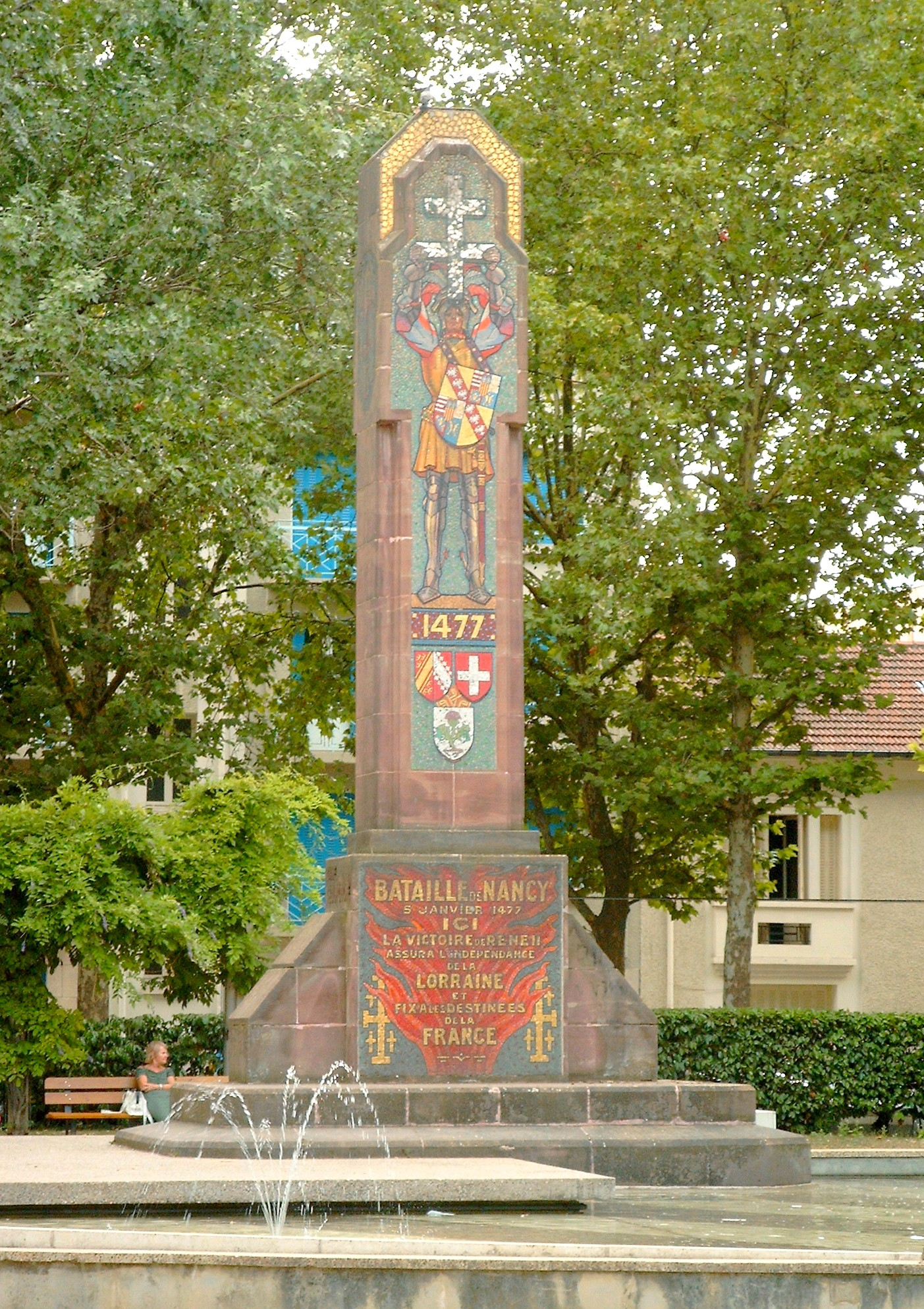
نصب تذكاري عن معركة نانسي.